# Nomioides turanicus
Nomioides turanicus är en biart som beskrevs av Morawitz 1876. Nomioides turanicus ingår i släktet Nomioides och familjen vägbin. Inga underarter finns listade i Catalogue of Life.